# Mehurjasta riba
Mehurjasta riba (znanstveno ime Psychrolutes marcidus) znana tudi kot blobfish,  je globokomorska riba iz družine Psychrolutidae. Živi v globokih vodah ob obalah celinske Avstralije in Tasmanije ter vodah Nove Zelandije. 
Blob ribe so običajno krajše od 30 cm. Živijo v globinah med 600 in 1200m, kjer je tlak 60-120x večji od tlaka na morski gladini. To povzroča neučinkovitost plinskih mehurjev za vzdrževanje plovnosti .  Namesto tega je meso blob ribe predvsem želatinasta masa z gostoto nekoliko manjšo od gostote vode. To omogoča ribam, da lebdijo nad morskim dnom brez porabe energije za plavanje. Blob riba ima relativno malo mišic. Vendar to ni slabost, saj je njen glavni vir hrane ušitne stvari, ki lebdijo v vodi pred njo, kot so globokomorski raki.

## Osnovne značilnosti
Blobfish je globokomorska riba, ki pripada družini Psychrolutidae. 
Ima nenavadno mehko, želeju podobno telo z gostoto nekoliko manj kot voda, kar mu omogoča, da plava blizu morskega dna brez velike porabe energije.
Prilagojena je na ekstremne pogoje globokih morskih okolij. Zaradi svoje edinstvene telesne strukture in sestave lahko živi na globinah, kjer bi drugi morski organizmi zaradi pritiska propadli. Njeno telo je zelo odporno na visok pritisk, kar ji omogoča preživetje v globinah, kjer prevladuje temno in hladno okolje. 
Te ribe so relativno redke in jih je težko opazovati v naravnem habitatu zaradi njihove globoke lokacije. Raziskave o tej vrsti so omejene zaradi težjega dostopa do njihovih globokih morskih habitatov. 

## Posebnosti v videzu
Značilen je po svojem nenavadnem, sivo-roza videzu, ki ga pogosto opisujejo kot žalostnega ali nesrečnega. 
V svojem naravnem habitatu pod visokim pritiskom v globokem morju njegovo telo izgleda bolj običajno, medtem ko na površju zaradi razlike v tlaku dobi zmečkan in napihnjen videz.
Njen videz pogosto privablja pozornost zaradi svojega mehkega in gubastega videza na površju. Pod vodo telo pridobi bolj strukturirano obliko, zaradi česar izgleda manj nenavadno. Njena koža je brez lusk in ima rožnato do sivo barvo, ki se zlije z okoljem na morskem dnu. Oči so majhne in pogosto zaznajo malo svetlobe, ki prodre v globino, kjer živi. Kljub nenavadnemu izgledu blobfish nima plavalnega mehurja, kar je običajno za mnoge druge ribe. 

## Habitat in razširjenost
Naseljuje globine od 600 do 1200 metrov pod morsko gladino ob obalah Avstralije, Tasmanije in Nove Zelandije. V teh globokih vodah živi v okolju z nizkim kisikom in visokim pritiskom
Ribo Blobfish običajno najdemo na globinah, kjer je malo sončne svetlobe in ekstremni tlak. Vode, kjer živi, so izredno hladne, s temperaturami okoli ali celo pod lediščem. Ta riba se običajno zadržuje nad trdimi substrati, kot so kamnita morska dna, kjer čaka na padajoče ostanke s katerimi se prehranjuje. Njena prisotnost kaže na specifično in redko biotsko raznolikost, ki se lahko vzdržuje samo v tako izoliranih in neugodnih pogojih. Raziskovalci se trudijo bolje razumeti njeno vlogo v morskem ekosistemu, a globokomorski pogoji otežujejo obsežne študije. 

## Ogroženost
Ni posebej označen kot ogrožena vrsta, vendar pa globokomorsko ribolov in rudarjenje na morskem dnu lahko vplivata na njegove habitate in s tem na populacijo.
Kljub svoji izolaciji je habitat in preživetje ribe blobfish, potencialno ogroženo zaradi človeških dejavnosti. 
Globokomorsko ribolovno orodje, kot so vlečne mreže, lahko uniči njen habitat, kar ogroža populacijo. Zaradi rudarjenja mineralov in drugih pomembnih virov na morskem dnu, postaja čedalje večja skrb za ohranjanje teh občutljivih ekosistemov. 
Omejeno znanje o razširjenosti in velikosti populacije, dodatno otežuje prizadevanja za varstvo vrste. Mednarodne in lokalne ohranitvene organizacije se zato zavzemajo za strožje regulacije in zaščitne ukrepe za globokomorska območja.

## Zanimivosti
Blobfish je bil leta 2013 na spletnem tekmovanju imenovan za "najgršo žival na svetu", kar je povečalo zanimanje javnosti in osveščenost o globokomorskih vrstah. 
Kljub svoji neprivlačnosti ima pomembno vlogo v ekosistemu globokih oceanov, saj se prehranjuje z mrtvimi organskimi ostanki, ki se kopičijo na morskem dnu.
Izbor blobfisha za "najgršo žival na svetu" je prinesel nepričakovano pozornost tej običajno prezrti vrsti. Ta nenavadna prepoznavnost je spodbudila razprave o pomenu ohranjanja manj privlačnih živali, ki igrajo ključne vloge v svojih ekosistemih. 
Blobfish pogosto služi kot primer ekstremne adaptacije živali na specifične okoljske pogoje. Zanimanje zanjo je povzročilo tudi več znanstvenih raziskav, ki skušajo bolje razumeti njeno biologijo in ekologijo. Njena sposobnost preživetja v tako ekstremnih pogojih lahko ponudi pomembne uvide v evolucijo in prilagoditev morskih vrst. 

## Galerija
- Umetniška slika mehurjaste ribe in situ